# 구레선
구레선(呉線)은 히로시마현 미하라시의 미하라역에서 히로시마 현 아키 군 가이타 정의 가이타이치역에 이르는 JR서일본의 철도 노선(간선)이다.

## 노선 정보
- 관할（사업 종별)：서일본 여객철도（제 1종 철도 사업자）
- 노선 거리（영업 거리)：87.0km
- 궤간：1067mm(협궤)
- 역 수：28역(종점역 제외)
- 복선 구간：없음（전선 단선）
- 전철화 구간：전선（직류 1500V）
- 폐색 방식：단선 자동 폐색식
- 최고 속도：95 km/h
- 운전 지령소：히로시마 종합 지령소

※전구간이 JR서일본 히로시마 지사의 관할이다. 미하라 - 히로간은 히로역 구내를 제외해 미하라 지역 철도부가 관할. 히로 - 가이타이치간은 지사 직할. 히로시마 지사 독자로 주어지고 있는 라인 칼라는 초록. 오카야마 지사 관내의 운임표에서는 보라색으로 표시.

## 개요
구레시에서 미하라시와 히로시마시를 연결하고 있다. 산요 본선의 이 구간은 세노 8로 불리는 선내 최대의 연속 급구배 구간을 사이에 두기 때문에 구레 선은 동선의 우회도로로서 기능해 왔지만, 산요 신칸센 개통 후는 연선의 급속한 도시화와 아울러 통근·통학 수송이 주체가 되고 있다. 전선으로 ICOCA 및 이것과 상호 이용인 IC 교통 카드가 이용 가능해지고 있다. 히로역 - 가이타이치역간은 「히로시마 시티 네트워크」로서 히로시마시의 근교 노선의 하나로서 다루어져 쾌속 열차가 운행되고 있다. 또 모든 열차가 산요 본선 히로시마역까지 노선 연장하고 있다. 히로시마 시티 네트워크에 포함되지 않는 미하라역 - 히로역간은 관광 노선으로서의 측면도 가져, 공모에 의해 세토우치 사자나미 선이라고 하는 애칭을 붙일 수 있었다(다만 어번 네트워크내의 노선과는 달라, 여객 안내상의 명칭은 현재에 이르기까지 정식 노선명의 「구레 선」으로 통일되고 있다). 바다의 곧 근처까지 산이 다가오는 구간도 많아, 아키사이자키역 - 다다노우미역간에서 세토 내해를 전망 할 수 있다. 덧붙여 연선에 도로가 병행하지 않는 것에 따르는 보수 코스트 삭감 때문에, 스나미 - 아키츠간에는 합계 7개소, 20km/h 정도의 저속으로 주행하는 구간이 있다. 이것들 저속 주행 구간의 설정은 비교적 최근의 일이어서, 히로 - 미하라간의 소요 시간은 이전보다 늘어났다. 동구간은 일중에 1인 승무 도입, 낮은 1시간에 1편 이하의 감편도 행해지고 있어 가이타이치 - 히로간과 비교해 로컬선 성향이 진한 것이 되고 있다. 일찍이 빈번히 볼 수 있던 115계 전철이나 103계 전철의 운용도 아침·저녁만 되었다. 또, 전쟁 전·전시 중은 연선에 군사 시설이 많이 존재하는 것부터 요새 지대로 지정되어 열차의 창을 올려 군함이 안보이게 하도록 명령받고 있었던 시대가 있었다. 2006년 현재 이용자나 경제계로부터의 소요 시간 단축의 요망을 받고, 구레시에 의한 복선화를 향한 조사를 하고 있다. 역사적인 경위로부터 산요 본선과의 사이에 경로 특정 구간이 설정되어 있다. 1978년에 구레 선을 경유하는 우등 열차는 중지했지만, 그 이후도 오늘에 이르기까지 이 제도의 대상 구간이다. 덧붙여 산요 본선에 사고나 공사 등으로 선로 폐쇄가 생겼을 때에 침대 열차가 우회해 구레 선을 다녔던 적이 있다.

## 운행 형태
1935년의 전노선 개통 이래 1978년까지 산요 본선의 우등 열차의 일부나 1986년까지 화물 열차의 일부가 구레 선을 경유하고 있었지만, 현재는 쾌속·보통 열차만의 운행이 되고 있다. 가이타이치측에서는 모든 열차가 히로시마역(일부는 이와쿠니·가베 방면)까지 노선 연장한다. 전선을 통해 운행되는 열차는 아침·저녁이 중심으로, 데이터 의무는 히로역에서 운행 계통이 나뉘고 있어 미하라측은 이토자키·미하라 - 히로간, 가이타이치측은 히로 - 히로시마·이와쿠니·가베간의 운행이 많아, 전자는 1시간 - 1시간 반에 1편, 후자는 매시 2 - 3편 정도 운행되고 있다. 또, 구레 - 히로시마간에 쾌속 열차 쾌속 「아키로라이너」·「통근 라이너」가 설정되어 있다.

### 사용 차량
현재, 구레 선에서는 이하의 형식의 차량이 사용되고 있다. 덧붙여 임시 열차에 대해서는 후술 한다.
- 103계
- 105계
- 113계
- 115계

### 쾌속「아키로라이너」·「통근 라이너」
구레 - 히로시마간에 쾌속 열차가 설정되어 있다. 그 중에서 일중에는 「아키로라이너」이 일중 30분에 1편 정도, 또 통근 시간대에는 쾌속 「통근 라이너」가 합계 12편 운행된다. 사용 차량으로서는 103계 3량 편성(1인 승무 차량), 115계 4량 편성이 사용된다. 덧붙여 토요일·휴일에 이용이 많은 시간대는 103계 4량 편성이 사용되는 일이 자주 있다. 덧붙여 「아키로라이너」의 애칭은 1999년 2월 7일부터 현재의 통근 라이너에 해당하는 열차도 포함 사용하고 있다. 당초는 히로시마 지사 발행의 무료의 시각표만 애칭이 병기 되어 전국판의 시각표에는 병기 되어 있지 않았다. 구레역 - 히로시마역을 약 30분에 묶는다. 보통 열차와의 소요 시간차이는 15분 정도. 방향막은 「아키로라이너」,「통근 라이너」라고도 공통으로 「구레-히로시마 쾌속」의 표기가 이루어지고(산요 본선의 쾌속 「시티 라이너」와 같이), 상하선 모두 히로 - 구레간에 있어도 이 방향막인 채 운행된다. 통근 라이너의 경우 일부를 제외해 히로보다 앞의 야스우라, 미하라, 이토자키까지 직통 운행하기 때문에 방향막을 구레역에서부터 쾌속 표기로부터 각 역 정차 표기로 변경하고 있다.

#### 정차역
- 히로역 - 신히로역 - 아키아카역 - 구레역 - <가루가하마역> -（사카역） - 야노역 - （덴진가와역）-히로시마역
  - 괄호안의 역은 통근 라이너는 통과한다.
  - 상기 구간을 넘어 운행하는 열차도 존재한다. 히로 방면은 이토자키역까지, 히로시마 방면은 시모노세키역 또는 가베역까지. 상기 구간 이외는 각 역에 정차한다.
  - 아키로라이너의 경우 <>내 가루가하마역에서 하행열차가 약 3분 운행 정차를 실시해(상행은 통과), 상하의 아키로라이너가 엇갈린다.

### 임시 열차
2005년에는 히로시마현의 대형 관광 캠페인에 의해 3월 - 8월의 토요일 휴일 중심으로 「슈퍼 살롱 유메지」로 쾌속 「세토우치 오산바호」가 운행되었다. 그리고 동년 10월 1일부터 키하 47형 기동차의 개조차(7000번대)를 사용해 관광 열차로서 쾌속 「세토우치 마린뷰」이 운행되고 있다. 전선 전철화의 노선을 전구간에서 기동차가 주행하는 것은 전국에서도 드물고 구레 선에 있어서는 1975년 3월의 산요 신칸센 하카타 개통에 수반하는 다이어 개정으로 폐지가 된 급행 「데지마」(구레 - 나가사키·사세보)이래 30년만의 기동차 열차가 되었다. 자유석 차량이 있기 때문에 현지객의 이용도 많아, 특별히 상행 4호의 히로 - 히로시마간은 통근 통학객으로 만원이 된다. 덧붙여 2005년 신설시의 정차역은 히로시마역, 구레역, 히로역, 아키가와지리 역, 야스우라역, 아키쓰역, 다케하라역, 다다노우미역, 미하라역이었지만(1·2호가 아토역에 운행 정차), 2006년 3월 18일의 다이어 개정으로 히로역 - 미하라 역간은 각 역 정차가 되었다. 이 때문에, 종별은 「쾌속」이지만 2·3호의 경우는 통과역은 신히로역, 아키아카역만이다. 덧붙여 미하라역, 다케하라역 등의 승강장에는 당열차의 신설시의 정차역이 아카마루 표시로 강조된 관광 안내판이 있다. 덧붙여 차량 검사등에 의해 운행하지 않는 날도 있어, 그 경우는 105계 전철을 사용해 미하라 - 히로·구레간에 운행한다.

#### 연혁

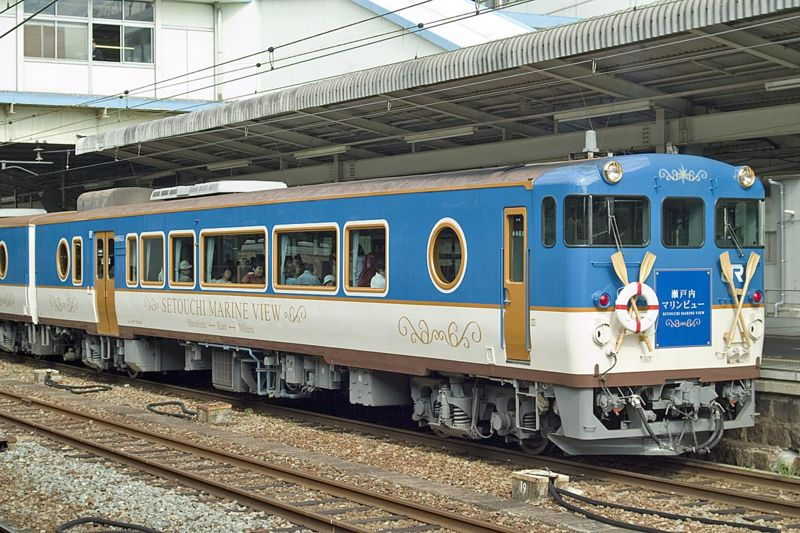
키하 47형 세토우치 마린뷰

- 2005년 3월 19일 211계·슈퍼 살롱 「유메지」 편성(3량)을 이용해「세토우치 오산바호」로서 운행 개시.
- 2005년 10월 1일 「세토우치 마린뷰」로서 운행 개시.
- 2006년 3월 18일 종별은 쾌속인 채 히로 - 미하라간이 각 역 정차.

#### 운행 개황
2006년 3월 18일 개정 시점에서 1량 4편의 운행으로 1·4호가 히로시마 - 미하라간, 2·3호가 구레 - 미하라간을 왕복한다. 히로시마 - 히로간은 정기 열차의 사이를 꿰매어 운행하기 때문에 운행 정차가 많다. 열차 애칭의 호수는 통상 하행 열차는 홀수호, 상행 열차가 짝수호가 되지만, 이 열차는 히로시마역 기준이기 때문에 하행이 짝수호, 상행이 홀수호로 거꾸로 되고 있다.

#### 정차역
●：정차.
←·→：통과(화살표 방향으로 운행).
운：운행 정차.
| 호 수＼역명 | 히로시마역 | 가이타이치역 | 사카역 | 미즈시리역 | 고야우라역 | 가루가하마역 | 구레역 | 아키아카역 | 히로역 |
| 1           | ●          | 운           | →      | 운         | 운         | 운           | ●      | →          | ●      |
| 2           |            |              |        |            |            |              | ●      | ←          | ●      |
| 3           |            |              |        |            |            |              | ●      | 운         | ●      |
| 4           | ●          | ←            | 운     | ←          | 운         | 운           | ●      | 운         | ●      |

히로 - 미하라간은 각 역에 정차.

#### 사용 차량
- JR서일본 키하 47형 7000번대
  - 2량 편성으로 1호차가 지정석차, 2호차가 자유석차가 된다.

## 역사
군도 히로시마와 군항 구레를 묶을 필요로부터 구레 - 가이타이치간은 관립(구레 선)으로 1903년에 개통하였다. 이 구간은 1904년 12월 1일부터 산요 철도에 빌려 주어 건네받아 동사가 운영했지만, 1906년 12월 1일에 국유화되어 일본국유철도의 운영으로 돌아왔다. 미하라 - 구레간이 개통한 것은 늦고, 산고 선(三呉線)으로서 미하라 - 스나미간이 1930년에 개통, 전노선 개통한 것은 1935년의 일이다. 일찍이 당선을 경유한 우등 열차로서는 급행 「아키」, 「데지마」, 「온도」 등, 침대 특급「아키」등을 들 수가 있다. 이 때문에 이전에는 선로 규격이 높게 설정되어 있어 C59형이나 C62형이라고 하는 대형의 여객용 증기 기관차가 전철화 후에도 운용되고 있었다. 전쟁 전의 1939년에는 수송력 증강을 위해 가이타이치 - 구레간의 복선화가 계획되어 1941년 3월에 착공되었다. 그러나 태평양 전쟁 중의 자재 부족으로부터 공사가 늦어 수송력 증강은 쇼마모루 버스 아키 선의 운행을 개시하는 것으로 대체, 1945년에 복선화는 중지되었다. 4분의 3이 완성되고 있던 터널·노반은 방치되어 있었지만, 전철화에 임하여 종래의 저규격의 터널을 방폐해, 전시 중에 산과 들을 깎은 신터널로 전환할 수 있었다.

### 구레 선
- 1903년 12월 27일 - 가이타이치~구레간(12.4M≒19.96km)이 개통. 야노역, 사카역, 덴노역, 요시우라역, 구레역 신설.
- 1904년 7월 28일 - 하마자키 임시 정거장 개업.
- 1904년 12월 1일 - 산요 철도에 임대.
- 1906년 12월 1일 - 산요 철도 국유화.
- 1909년 5월 28일 - 하마자키 임시정거장을 하마자키 임시승강장으로 변경.
- 1909년 10월 12일 - 선로 명칭 제정, 가이타이치 - 구레간이 구레선이 된다.
- 1914년 5월 1일 - 고야우라역 신설. 거기에 따라 하마자키 임시승강장 폐지.
- 1926년 7월 21일 - 구·하마자키 임시승강장과 동일 지점에 아키하마자키 임시정거장 신설.
- 1928년 7월 7일 - 가루가하마 임시정거장 신설.
- 1930년 4월 1일 - 영업 거리의 단위를 마일로부터 미터로 변경(12.4M→20.0km).
- 1934년 4월 1일 - 기동차의 운행이 개시.
- 1935년 3월 24일 - 구레~히로간(6.8 km)연장 개통. 아키아카역, 히로역 신설.

### 산고 선
- 1930년 3월 19일 - 산고 선 미하라 - 스나미간(3.2M≒5.15km)이 개통. 스나미역 신설.
- 1930년 4월 1일 - 영업 거리의 단위를 마일로부터 미터로 변경(3.2M→5.1km).
- 1931년 4월 28일 - 스나미~아키사이자키간(6.7km)연장 개통. 아키사이자키역 신설.
- 1932년 7월 10일 - 아키사이자키~다케하라간(13.5km)연장 개통. 다다노우미역, 다이조 역, 다케하라역 신설.
- 1935년 2월 17일 - 다케하라~미쓰즈 내해간(18.9km)연장 개업. 요시나 역, 아키미쓰즈 역(현재의 아키쓰역), 가자하야 역, 미쓰즈우치우미 역(현재의 야스우라역) 신설.

### 전노선 개통 이후
- 1935년 11월 24일 - 미쓰즈 내해~히로간(16.0km) 연장 개통에 의해 전노선 개통. 산고 선이 신규 개통 구간·구레 선(초대)을 편입해 구레선으로 개칭. 아토 역, 아키가와지리 역, 니가타 역, 가와라이시역 신설.
- 1940년 11월 1일 - 가와라이시 역 휴업.
- 1946년 5월 1일 - 미쓰즈우치우미 역을 야스우라역으로 개칭.
- 1949년 11월 20일 - 아키미쓰즈 역을 아키쓰역으로 개칭.
- 1958년 8월 1일 - 가와라이시역 재개.
- 1967년 8월 1일 - 가루가하마 임시정거장, 아키하마자키 임시정거장 폐지.
- 1970년 9월 15일 - 전선 전철화(직류 1500V), CTC 도입.
- 1978년 10월 1일 - 침대 특급 「아키」폐지에 의해 선내를 주행하는 우등 열차는 소멸. 또한 동열차는 일본의 블루트레인 사상 가장 단명(불과 3년 반의 운행)의 열차가 되었다.
- 1986년 11월 1일 - 전선의 화물 영업 폐지.
- 1987년 4월 1일 - 국철 분할 민영화에 의해 서일본 여객철도가 계승.
- 1992년 3월 19일 - 구레 포트피어 역 신설.
- 1994년 10월 1일 - 아키나가하마역 신설.
- 1999년 2월 7일 - 가루가하마역, 미즈시리역 신설. 가와라이시역이 0.5km 가이타이치역 방면으로 이전.
- 2002년 3월 23일 - 신히로역 신설.
- 2003년 3월 13일 - 개통 100주년을 기념해 기념 열차를 운행.

## 역 목록
- 모든 역 히로시마현에 소재.
- 쾌속 「통근 라이너」의 일부 열차는 산요 본선 이토자키역까지 노선 연장한다.
- 쾌속 「아키로라이너」의 일부는 히로역을 넘어 미하라역에 노선 연장하는 것도 있지만, 미하라 역 - 히로 역간은 보통 열차로서 운행.
- 쾌속 「통근 라이너」「아키로라이너」 외에도 히로시마역을 넘어 산요 본선 이와쿠니 방면이나 가베 선 방면에 직통 운행되는 열차는 히로시마 역 이서에서는 보통 열차로서 운행된다.
- 보통 열차는 모든 여객역에 정차(표에서는 생략).

|                           | 정식 노선명 | 역명             | 역간 영업 거리 | 누계 영업 거리 | 쾌속 아키로라이너 | 쾌속 통근라이너 | 접속 노선                                                                | 열차 교환        | 소재지            |
| ------------------------- | ----------- | ---------------- | -------------- | -------------- | ----------------- | --------------- | ------------------------------------------------------------------------ | ---------------- | ----------------- |
|                           | 구레선      | 미하라역         | 2.4            | 0.0            |                   | ●               | 서일본 여객철도：산요 신칸센・산요 본선（일부 열차는 이토자키역에 직통） | ∨                | 미하라시          |
| 스나미역                  | 구레선      | 5.1              | 5.1            |                | ●                 |                 | ◇                                                                        |                  | 미하라시          |
| 아키사이자키역            | 구레선      | 6.7              | 11.8           |                | ●                 |                 | ◇                                                                        |                  | 미하라시          |
| 다다노우미역              | 구레선      | 5.4              | 17.2           |                | ●                 |                 | ◇                                                                        | 다케하라시       |                   |
| 아키나가하마역            | 구레선      | 2.8              | 20.0           |                | ●                 |                 | ｜                                                                       | 다케하라시       |                   |
| 오노리역                  | 구레선      | 1.8              | 21.8           |                | ●                 |                 | ◇                                                                        | 다케하라시       |                   |
| 다케하라역                | 구레선      | 3.5              | 25.3           |                | ●                 |                 | ◇                                                                        | 다케하라시       |                   |
| 요시나역                  | 구레선      | 4.7              | 30.0           |                | ●                 |                 | ◇                                                                        | 다케하라시       |                   |
| 아키쓰역                  | 구레선      | 4.7              | 34.7           |                | ●                 |                 | ◇                                                                        | 히가시히로시마시 |                   |
| 가자하야역                | 구레선      | 3.2              | 37.9           |                | ●                 |                 | ◇                                                                        | 히가시히로시마시 |                   |
| 야스우라역                | 구레선      | 6.3              | 44.2           |                | ●                 |                 | ◇                                                                        | 구레시           |                   |
| 아토역                    | 구레선      | 4.5              | 48.7           |                | ●                 |                 | ◇                                                                        | 구레시           |                   |
| 아키카와지리역            | 구레선      | 4.1              | 52.8           |                | ●                 |                 | ◇                                                                        | 구레시           |                   |
| 니가타역                  | 구레선      | 4.8              | 57.6           |                | ●                 |                 | ◇                                                                        | 구레시           |                   |
| 히로시마 시티 네트워크 내 | 구레선      | 히로역           | 2.6            | 60.2           | ●                 | ●               |                                                                          | 구레시           | ◇                 |
| 히로시마 시티 네트워크 내 | 구레선      | 신히로역         | 1.3            | 61.5           | ●                 | ●               |                                                                          | 구레시           | ｜                |
| 히로시마 시티 네트워크 내 | 구레선      | 아키아카역       | 1.4            | 62.9           | ●                 | ●               |                                                                          | 구레시           | ◇                 |
| 히로시마 시티 네트워크 내 | 구레선      | 구레역           | 4.1            | 67.0           | ●                 | ●               |                                                                          | 구레시           | ◇                 |
| 히로시마 시티 네트워크 내 | 구레선      | 가와라이시역     | 1.7            | 68.7           | ｜                | ｜              |                                                                          | 구레시           | ◇                 |
| 히로시마 시티 네트워크 내 | 구레선      | 요시우라역       | 2.3            | 71.0           | ｜                | ｜              |                                                                          | 구레시           | ◇                 |
| 히로시마 시티 네트워크 내 | 구레선      | 가루가하마역     | 1.2            | 72.2           | ｜                | ｜              |                                                                          | 구레시           | ◇                 |
| 히로시마 시티 네트워크 내 | 구레선      | 덴노역           | 2.1            | 74.3           | ｜                | ｜              |                                                                          | 구레시           | ◇                 |
| 히로시마 시티 네트워크 내 | 구레선      | 구레 포트피어 역 | 1.3            | 75.6           | ｜                | ｜              |                                                                          | 구레시           | ｜                |
| 히로시마 시티 네트워크 내 | 구레선      | 고야우라역       | 1.5            | 77.1           | ｜                | ｜              |                                                                          | ◇                | 아키 군 사카정    |
| 히로시마 시티 네트워크 내 | 구레선      | 미즈시리역       | 2.2            | 79.3           | ｜                | ｜              |                                                                          | ◇                | 아키 군 사카정    |
| 히로시마 시티 네트워크 내 | 구레선      | 사카역           | 2.5            | 81.8           | ●                 | ｜              |                                                                          | ◇                | 아키 군 사카정    |
| 히로시마 시티 네트워크 내 | 구레선      | 야노역           | 2.6            | 84.4           | ●                 | ●               |                                                                          | ◇                | 히로시마시 아키구 |
| 히로시마 시티 네트워크 내 | 구레선      | 가이타이치역     | 2.6            | 87.0           | ｜                | ｜              | 서일본 여객철도：산요 본선（세노 방면）                                  | ∧                | 아키 군 가이타정  |

### 폐역
괄호 안은 미하라역 기점의 영업 거리
- 가루가하마 임시정거장 - 가루가하마역 부근(72.1km)
- 아키하마자키 임시정거장 - 덴노~구레 포트피어간(75.2km)

## 같이 보기
- 히로시마 시티 네트워크